# 滎陽長公主
滎陽長公主（?—?），中国西晋武帝司马炎之女，母氏不詳。
滎陽長公主，嫁給了华廙之子華恆。與許嫁卢谌的滎陽公主並非一人。華恆字敬则，博学以清素为称，拜驸马都尉。晉懷帝時華恆去世，卒年六十九歲。公主卒年不詳。其子尚書郎華俊。

## 传记资料
- 《晉書 华表（子廙 廙子恆 廙弟峤）傳》